# Takelot B
Takelot B là một Đại tư tế của Ptah tại Memphis sống vào thời kỳ Vương triều thứ 22 trong lịch sử Ai Cập cổ đại. Ông phục vụ dưới thời trị vì của pharaon Shoshenq III.

## Gia đình vương tộc
Takelot B xuất thân là một thành viên trong vương tộc thời kỳ Vương triều thứ 22. Ông là con trai của vương tử Shoshenq D, con trai trưởng của pharaon Osorkon II với vương hậu Karomama I, người được phong chức Đại tư tế của Ptah dưới thời vua cha. Takelot B đã kế thừa chức vị này từ Shoshenq D sau khi ông qua đời. Shoshenq III, pharaon kế vị Osorkon II, có thể là một người con của Shoshenq D. Nếu đúng là vậy thì Takelot B là em trai của vua Shoshenq III.
Takelot B kết hôn với một người cô là công chúa Tjesbastperu, con gái của Osorkon II với thứ phi Isetemkheb G. Cả hai có với nhau ít nhất một người con trai là Padiese, người tập tước Đại tư tế sau đó. Padiese có hai người con trai đều trở thành tư tế của Ptah, là Peftchauawybast B và Takelot D.

## Hoạt động
Dưới thời trị vì của Shoshenq III, ngoài tước Đại tư tế kế vị từ người cha, Takelot B còn được phong làm "Thủ lĩnh của người Meshwesh". Tước vị này đã được nhắc trên 2 tấm bia đá ghi lại việc chôn cất bò thần Apis của người con trai Padiese.
Dựa vào việc Shoshenq D cho chôn cất bò thần Apis thứ 27 vào năm trị vì thứ 23 của Osorkon II và bò thần thứ 29 được chôn cất bởi Padiese vào năm thứ 28 của Shoshenq III, cộng thêm tuổi thọ của một con bò trung bình khoảng 18 - 25 năm, con bò thần thứ 28 sẽ được chôn cất vào khoảng đầu thời Shoshenq III, và buổi lễ sẽ do chính Takelot B chủ trì vì đây là thời kỳ đương nhiệm của ông (mặc dù không tìm thấy ghi chép xác minh về điều này).

## An táng
Takelot B được chôn cất ở phía tây nam của đền thờ thần Ptah tại Memphis, cách không xa ngôi mộ của Shoshenq D, cha của ông. Ngôi mộ của cả hai cha con Shoshenq D và Takelot được phát hiện vào năm 1942. Ngoài cỗ quách bằng đá, hơn 100 tượng shabti cũng được tìm thấy trong hầm mộ của Takelot.